# المؤتمن بن هود
اَلْمُؤْتَمَنَ بِاَللَّهِ أَبُو عَامِرْ يُوسُفْ بْنْ أَحْمَدْ بْنْ هُودْ (القرن 11م - 1085م) كان ملك طائفة سرقسطة أبان عهد ملوك طوائف الأندلس. كملك، كان المؤتمن راعيًا للعلوم والفلسفة والفنون، وكان هو نفسه عالمًا ذو إنجازات كبيرة، اشتهر بكونه رياضياتيًا وفلكيًا مُتميزًا، وله رسالات في العلوم الرياضياتية مثل «الاستهلال» و«المناظر» وكتاب «اَلِاسْتِكْمَالُ» تُرجمت مؤلفاتهُ إلى اللاتينية، والتي احتوت على البرهان الرياضي لما يعرف بمبرهنة سيفا التي أثبتها بعد ذلك الرياضياتي الإيطالي جيوفاني سيفا في القرن الثامن عشر الميلادي.

## سيرته
قسم المقتدر بن هود قبل وفاته عام 474 هـ إمارته بين ولديه يوسف المؤتمن الذي جعله حاكمًا على سرقسطة وأعمالها، والمنذر الذي حكم دانية وطرطوشة ولاردة، وسرعان ما تقاتل الأخوان فيما بينهما، فتحالف المنذر مع سانشو راميرز ملك أراجون وبرانجيه ريموند الثاني كونت برشلونة، فيما استعان المؤتمن بالسيد الكمبيادور وجنوده القشتاليين المرتزقة، وانتهت المعارك بينهما بهزيمة المنذر. بدأت المعارك بينهما عندما شحن المؤتمن قلعة المنار بالقرب من لاردة بالجند لمهاجمة أراضي أخيه المنذر، فحاصر المنذر وحليفه كونت برشلونة القلعة، فسار المؤتمن وحليفه السيد لنجدة جنوده، ودارت معركة قلعة المنار التي هزم فيها المنذر وأسر حليفه برانجيه ريموند عام 1082 م. ثم هاجم المؤتمن والسيد أراضي أراغون، فرد سانشو راميرز ملك أراغون على ذلك بالاستيلاء على جرادوس [الإنجليزية] في أبريل 1083 م.
وفي محاولة من المؤتمن لانتزاع بلنسية من يد صاحبها أبي بكر بن عبد العزيز، دفع المؤتمن لملك قشتالة 100 ألف دينار ليعاونه على الاستيلاء على المدينة، فتوجه فرناندو لغزو بلنسية، إلا أن أبا بكر خرج للقاء فرناندو، وإلتمس منه أن ينهي حملته، فقبل فرناندو ذلك، وانصرف عنه. ثم رأى ابن عبد العزيز أن يتقي بئس المؤتمن فقدّم ابنته عروسًا لأحمد بن المؤتمن. فعقد الزواج بسرقسطة في رمضان 477 هـ، قبل شهور قليلة على وفاة المؤتمن عام 478 هـ.

### الحياة العلمية

مبرهنة سيفا التي توصل إليها المؤتمن قبل الإيطالي جيوفاني سيفا بنحو 650 عام.

كان العمل الرئيسي للمؤتمن هو كتاب «اَلِاسْتِكْمَالُ». كان هذا الكتاب عبارة عن خلاصة وافية للرياضيات اليونانية الخاصة بإقليدس وأرخميدس وغيرهما، واحتوى أيضًا على تعاليم ثابت بن قرة وبني موسى وابن الهيثم، وتضمن كذلك بعض النظريات والبراهين الجديدة كُليًا. يُسرد الكتاب كأجزاء من عدة مخطوطات مجهولة المصدر لاتحتوي على مُقدمة، ولكن يتضح من المحتوى المتبقي أن القصد كان تنظيم النتائج المعروفة في الهندسة الإقليدية ووصفها بشكل شامل في عمل واحد قائم بحد ذاته. من المُمكن أن يكون المؤتمن قد أدرج مصادره في قسم تمهيدي مفقود الآن.
لم يُكمل المؤتمن كتاب «اَلِاسْتِكْمَالُ»، الا ان العمل لا يزال يُنظر إليه كواحد من اهم الكتب التي تناولت علم الرياضيات من القرن الحادي عشر. وقال الموسوعي ابن الأكفاني «لو انها المُؤتمن كتاب اَلِاسْتِكْمَالُ لأصبحت باقي الأدبيات الهندسية زائِدة عن الحاجة». اقترح ابن عقنين أن يقرأ عُلماء الرياضيات كتاب «اَلِاسْتِكْمَالُ» جنبًا إلى جنب مع أعمال مثل كتاب «اَلْأُصُولُ» لإقليدس، و«حَوْلَ اَلْكُرَةِ وَالْأُسْطُوَانَةِ» لأرخميدس، و«اَلْمَخَارِيطْ» لأبولونيوس. ولأن الكتاب لم يكن عملاً مُكتملاً، لم يتم نسخه أو تدريسه على نطاق واسع مثل أعمال إقليدس أو أرخميدس. تم إرسال نسخة إلى مصر من قبل موسى بن ميمون، ومن هناك انتشر إلى بغداد في القرن الرابع عشر.
يتناول كتاب «اَلِاسْتِكْمَالُ» الأعداد غير النسبية، والأقسام المخروطية، وتربيع القطع المكافئ، وأحجام ومساحات الأجسام الهندسية المختلفة، ورسم مماس الدائرة، من بين مسائل رياضية أخرى. تظهر في العمل محاولة لتصنيف الرياضيات إلى فئات أرسطو. ويتضمن التصنيف فصلاً للحساب، وفصلين للهندسة الرياضية، وفصلين آخرين للهندسة الفراغية.
كذلك أحتوى كتاب «اَلِاسْتِكْمَالُ» على أول صياغة معروفة لنظرية سيفا، والتي أصبحت معروفة في أوروبا فقط بعد عام 1678 من أطروحة عالم الهندسة الإيطالي جيوفاني سيفا حول الخط المستقيم. يُمكن صياغة النظرية على النحو التالي: "لتكن ABC مثلثًا ونقاط D وE وF على الجوانب BC وCA وAB. نرسم الخطوط AD وBE وCF. تتقاطع هذه الخطوط الثلاثة عند نقطة واحدة إذا و فقط اذا كان: {\displaystyle {\frac {AF}{FB}}={\frac {EA}{CE}}{\frac {DC}{BD}}}